# René Auberjonois
René Marie Murat Auberjonois 1 de juny de 1940 - 8 de desembre de 2019) va ser un actor i actor de doblatge estatunidenc, conegut per interpretar Odo a Star Trek: Deep Space Nine (1993–1999) i Clayton Endicott III a Benson (1980–1986).
Va assolir la fama per primera vegada com a actor de teatre, guanyant el Premi Tony al millor actor de repartiment de musical el 1970 per la seva interpretació de Sebastian Baye al costat de Katharine Hepburn al musical d'André Previn-Alan Jay Lerner Coco. Va obtenir tres nominacions més als premis Tony per les seves actuacions a The Good Doctor (1973) de Neil Simon, Big River (1985) de Roger Miller i City of Angels (1989) de Cy Coleman; va guanyar un Premi Drama Desk per Big River.
Actor de pantalla amb més de 200 crèdits, Auberjonois va ser més famós per interpretar personatges dels repartiments principals de diverses sèries de televisió de llarga durada, incloent-hi Clayton Endicott III a Benson (1980–1986), per la qual va ser nominat a un Premi Emmy; i Paul Lewiston a Boston Legal (2004–2008). En pel·lícules, Auberjonois va aparèixer en diverses produccions de Robert Altman, en particular el pare John Mulcahy a la versió cinematogràfica de M*A*S*H (1970); el científic de l'expedició Roy Bagley a King Kong (1976); rl xef Louis a La Sireneta (1989), en què va cantar "Les Poissons"; i el reverend Oliver a El patriota (2000). Auberjonois també va actuar com a actor de veu en diversos videojocs, sèries d'animació i altres produccions.

## Primers anys
René Marie Murat Auberjonois va néixer l'1 de juny de 1940 a Manhattan, Nova York. El seu pare, Fernand Auberjonois, nascut a Suïssa, era una corresponsal estranger de l'època de la Guerra Freda i escriptor nominat al Premi Pulitzer. La mare d'Auberjonois, la princesa Laure Louise Napoléone Eugénie Caroline Murat, era rebesnéta de Joachim Murat (un dels Mariscals de l'Imperi de Napoleó i Rei de Nàpols durant el Primer Imperi Francès), i la seva esposa —la germana petita de Napoleó— Caroline Bonaparte. Auberjonois tenia una germana i un germà, i dues germanastres del primer matrimoni de la seva mare. Auberjonois va escriure que el seu cognom francès, poc comú als Estats Units, significa "armer."
L'avi d'Auberjonois, també René Auberjonois, va ser un pintor suís del postimpressionisme. La seva àvia materna, Hélène Macdonald Stallo, era una estatunidenca de Cincinnati, Ohio; la mare del seu avi matern era una noble russa, Eudoxia Mikhailovna Somova, i l'àvia paterna del seu avi matern, Caroline Georgina Fraser, que era l'esposa del príncep Napoleó Lucien Charles Murat, era una escocesa-estatunidenca de Charleston (Carolina del Sud).
La família d'Auberjonois es va traslladar a París després de la Segona Guerra Mundial. Després d'uns anys a França, la família va tornar als Estats Units i es va unir a la colònia d'artistes de South Mountain Road al Comtat de Rockland (Nova York), entre els residents de la qual hi havia Burgess Meredith, John Houseman i Lotte Lenya.
La família Auberjonois també va viure durant un temps a Londres, on Auberjonois va completar l'institut mentre estudiava teatre. Per completar la seva educació, va assistir al Carnegie Institute of Technology (ara Universitat Carnegie Mellon) i es va graduar amb una llicenciatura en Belles Arts a la Facultat de Belles Arts el 1962.
Auberjonois va ser membre del professorat original de la Divisió de Drama de la Juilliard School quan va obrir el 1968 sota la direcció de John Houseman.

## Carrera

### Teatre
Després de la universitat, Auberjonois va treballar amb diverses companyies de teatre, començant amb tres anys al prestigiós Arena Stage de Washington, D.C. ("va ser la meva escola de postgrau", va dir). Va viatjar entre Los Angeles, Califòrnia i Nova York, treballant en nombroses produccions teatrals. Va ajudar a fundar l'American Conservatory Theater de Bill Ball a Pittsburgh, interpretant els papers principals tant a "Tartuf, o l'impostor" com a "El rei Lear", abans de traslladar-se amb la companyia a San Francisco. Després va venir el Mark Taper Forum a Los Angeles i la Brooklyn Academy of Music Repertory Company a la ciutat de Nova York. Va ser membre del programa de teatre d'estiu de Peninsula Players durant la temporada de 1962.
El 1968, Auberjonois va aconseguir un paper al teatre de Broadway i va aparèixer en tres obres aquella temporada: com a Boig a El rei Lear de Lee J. Cobb (la producció de l'obra més llarga de la història de Broadway), com a Ned a A Cry of Players (que va interpretar en repertori amb El rei Lear), al costat de Frank Langella, i com a Marco a Fire!. El 1969, va guanyar un Premi Tony per la seva actuació com a Sebastian Baye al costat de Katharine Hepburn a Coco.
Va rebre nominacions als premis Tony pels seus papers a The Good Doctor (1973) de Neil Simon al costat de Christopher Plummer; com el Duc a Big River (1984), guanyant un Premi Drama Desk; i, memorablement, com a Buddy Fidler/Irwin S. Irving a City of Angels (1989), escrita per Larry Gelbart i Cy Coleman.
Les altres aparicions d'Auberjonois al Broadway van incloure Malvolio a Nit de reis (1972); Scapin a Tricks (1973); Mr. Samsa a La transformació (1989); el professor Abronsius a la versió en anglès de l'adaptació musical de Tanz der Vampire, de Jim Steinman; i Jethro Crouch a Sly Fox (2004), per la qual va ser nominat al Millor Actor Destacat en una Obra de Teatre, un Premi Outer Critics Circle.
Auberjonois va aparèixer moltes vegades al Mark Taper Forum, en particular com a Malvolio a Nit de reis i com a Stanislavski a Txekhov a Yalta. Com a membre del Segon Quartet Dramàtic, va fer gires amb Ed Asner, Dianne Wiest, i Harris Yulin. Va aparèixer en l'obra de Tom Stoppard i André Previn, Every Good Boy Deserves Favor, al John F. Kennedy Center for the Performing Arts a Washington, D.C., i a la Metropolitan Opera de Nova York.
Va dirigir moltes produccions teatrals i va protagonitzar la producció de Washington, D.C. de Twelve Angry Men (2004), on va interpretar el "Jurat #5" de "#8" de Roy Scheider i "#3" de Robert Prosky. Va debutar a la Shakespeare Theatre Company de Washington, D.C., el 2008 com a personatge principal de El malalt imaginari de Molière.
Va formar part del consell assessor de Sci-Fest LA, el primer festival anual de ciència-ficció d'un acte de Los Angeles, celebrat el maig de 2014.
El 2018, Auberjonois va ser inclòs al American Theater Hall of Fame.

### Pel·lícules
Auberjonois va interpretar el pare Mulcahy a la versió cinematogràfica original de M*A*S*H. Els seus papers cinematogràfics posteriors van incloure el gàngster Tony a Police Academy 5: Assignment Miami Beach (1988), i el reverend Oliver a El patriota (2000). Va fer cameos en diverses pel·lícules, incloent-hi un metge d'un manicomi inspirat en Tim Burton, a Batman Forever (1995), i un expert en ocells que es transforma gradualment en un ocell a la pel·lícula de Robert Altman de 1970 Brewster McCloud. Va aparèixer com el coronel West, un paper secundari a la pel·lícula de 1991 Star Trek Star Trek VI: The Undiscovered Country, però el seu paper va ser tallat de l'estrena als cinemes. Altres aparicions destacades al cinema inclouen: McCabe i la senyora Miller (1971), Images (1972), Pete 'n' Tillie (1972), The Hindenburg (1975), King Kong (1976), The Big Bus (1976), Els ulls de Laura Mars (1978), Where the Buffalo Roam (1980), Walker (1987), My Best Friend Is a Vampire (1987), The Feud (1989), Inspector Gadget (1999) i Eulogy (2004).
Auberjonois va interpretar el personatge de Straight Hollander a la pel·lícula Miramax de 1993 The Ballad of Little Jo. Va fer de veu al professor Genius a Little Nemo: Adventures in Slumberland, a Louis el xef a les pel·lícules 1a i 2a La Sireneta, a Flanagan a Cats Don't Dance, al majordom a Joseph: King of Dreams i a André a Avions 2: Equip de rescat.
El 2019, Auberjonois va interpretar el paper principal a Raising Buchanan com a president dels Estats Units James Buchanan.

### Televisió

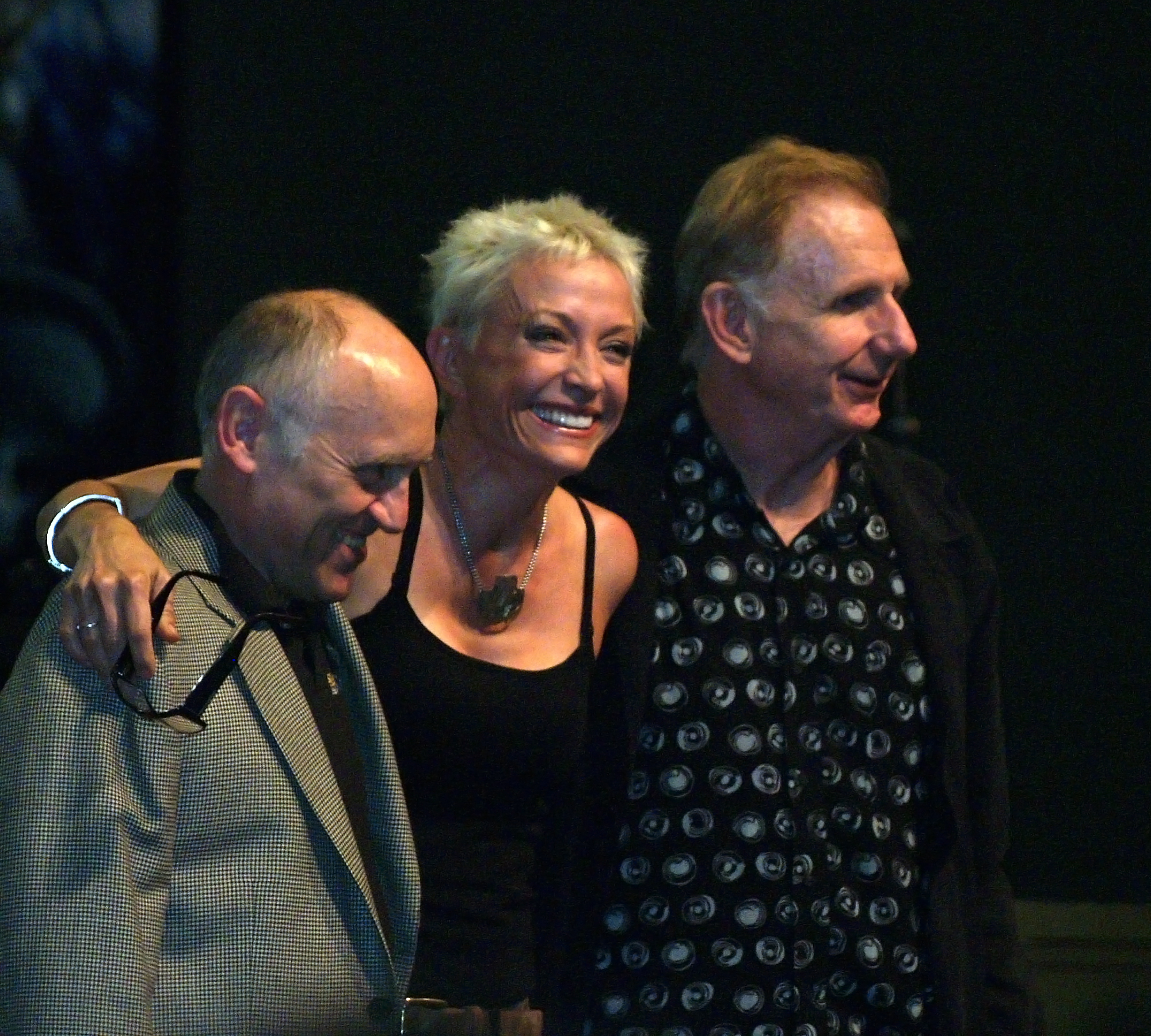
Auberjonois (dreta) amb els coprotagonistes de Star Trek: Deep Space Nine Armin Shimerman (esquerra) i Nana Visitor (centre)

A més d'haver estat actor habitual en tres programes de televisió (Benson, una comèdia de situació; Star Trek: Deep Space Nine de ciència-ficció; i Boston Legal, una comèdia legal), Auberjonois va ser estrella convidada en moltes sèries de televisió, com Nash Bridges, Ellery Queen, Family, Grey's Anatomy, The Rockford Files, Charlie's Angels, Starsky & Hutch, Wonder Woman, Harry O, The Jeffersons, The Outer Limits, Night Gallery, Hart to Hart, Matlock, S'ha escrit un crim, La dona biònica, Frasier, Judging Amy, Chicago Hope, The Bob Newhart Show, Star Trek: Enterprise, Stargate SG-1, Warehouse 13, Archer, L.A. Law, The Practice (per la qual va rebre una nominació als Emmy, interpretant un personatge diferent del que va interpretar a la sèrie derivada de The Practice, Boston Legal), Saving Grace, It's Always Sunny in Philadelphia, Criminal Minds, NCIS, The Good Wife, The Librarians, i Madam Secretary.
Els seus crèdits televisius inclouen The Rhinemann Exchange, The Dark Secret of Harvest Home, Geppetto de Disney, Billy The Kid de Gore Vidal, el remake de A Connecticut Yankee in King Arthur's Court i la minisèrie Sally Hemings: An American Scandal (2000). Va interpretar el personatge Fortunato en un episodi de American Masters titulat "Edgar Allan Poe: Terror of the Soul" (1995). Va rebre una tercera nominació als premis Emmy per la seva actuació a The Legend of Sleepy Hollow de l'ABC. Va interpretar el científic de la NASA Dr. Felix Blackwell a l'episodi "Phoenix" de NCIS.
Auberjonois va fer veu a personatges animats, incloent-hi personatges a Snorks, Batman: La sèrie animada, Leonard McLeish a Pound Puppies (2010), Avatar: l'últim mestre de l'aire, el mestre Fung als primers episodis de Xiaolin Showdown (abans de ser substituït per Maurice LaMarche), Azmuth a Ben 10: Omniverse, Renard Dumont a The Legend of Tarzan, Justice League Unlimited, Max Steel, Fantastic Max, Challenge of the GoBots (com el traïdor "Dr. Braxis"), Archer, Young Justice, Random! Cartoons i Avengers Assemble. Va prestar el seu talent de veu al documental "Woodrow Wilson" del Public Broadcasting System (PBS) del 2001 com a personatge principal, juntament amb el documental històric de PBS del 2003 Kingdom of David: The Saga of the Israelites.
Auberjonois va dirigir programes de televisió, com ara Marblehead Manor, i diversos episodis de Deep Space Nine.

### Actuació de veu

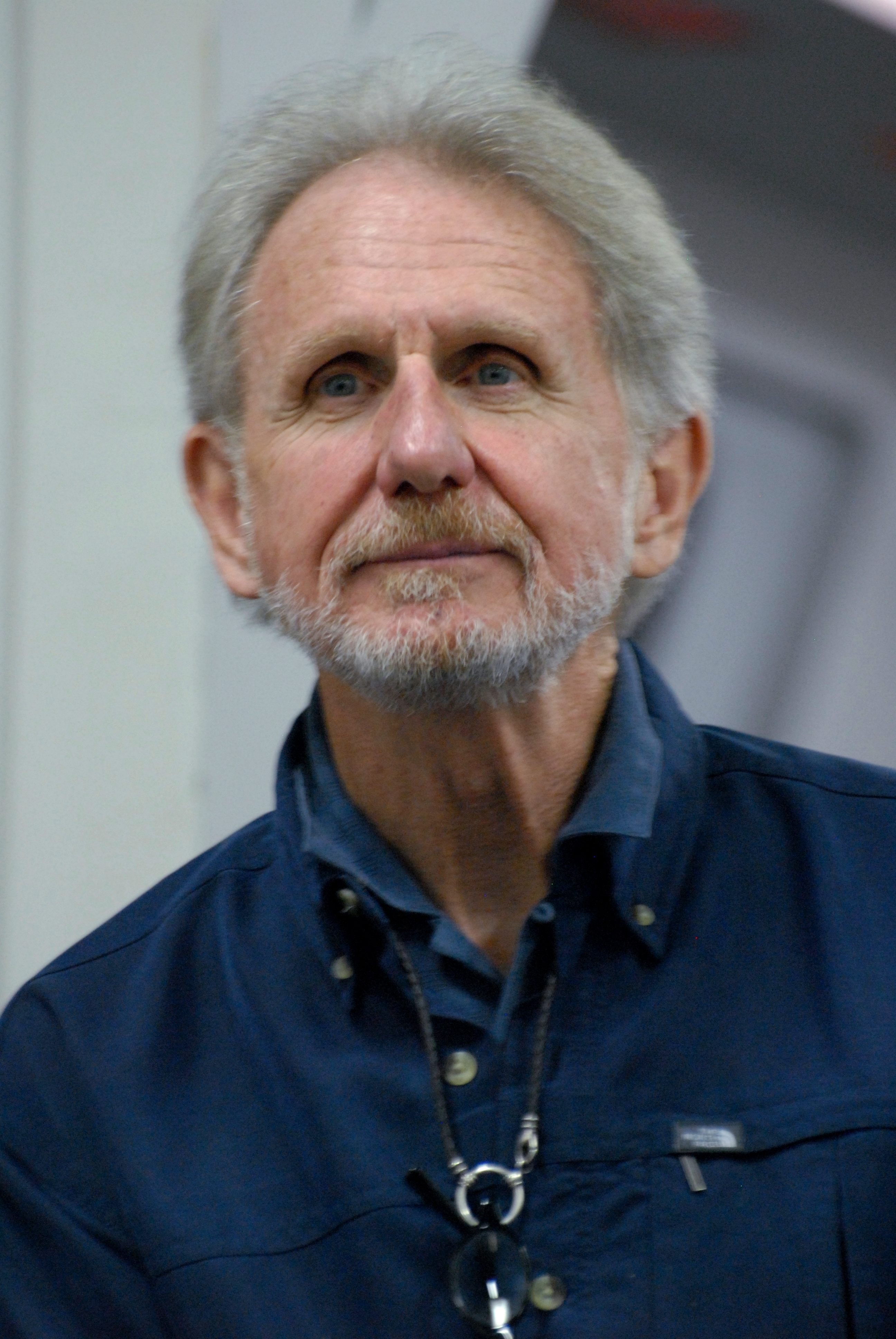
Retrat del 2010

Auberjonois va ser actiu en el radioteatre. Va llegir "The Stunt" de Mordechai Strigler per a la sèrie Jewish Stories From the Old World to the New de la National Public Radio (NPR), i va gravar novel·les en cinta. A PRI, va aparèixer nombroses vegades a Selected Shorts, llegint obres de ficció dramàtica. La seva veu es va sentir a La Sireneta de Disney (rebent el primer lloc alfabètic com a Louis el xef i cantant "Les Poissons").
Va fer el doblatge a la sèrie "Challenge of the GoBots" a la dècada de 1980 com a Dr. Braxis i va ser la veu de Peter Parker al LP de Buddah Records Spider-Man de 1972 "From Beyond the Grave" (BDS 5119), una narrativa d'estil radiofònic plena d'efectes de so i interludis de cançons de rock and roll.
Va fer el doblatge a "The Last Unicorn" com la Calavera que guarda el rellotge que serveix d'entrada al cau del Red Bull. Peter S. Beagle, l'autor del llibre original L'últim unicorn, va elogiar l'actuació d'Auberjonois, dient que "podria haver interpretat qualsevol paper en aquella pel·lícula i jo hauria estat feliç... Té molt de talent".
Entre 1984 i 1985, va prestar la seva veu a DeSaad, un associat del malvat Darkseid a la sèrie animada Super Friends. De 1986 a 1987, va posar veu a Alvinar a la sèrie Wildfire. També va posar la veu al Professor Genius a Little Nemo: Adventures in Slumberland.
Va posar la veu a Janos Audron, un antic vampir a la sèrie de videojocs Legacy of Kain; va participar a Soul Reaver 2, Blood Omen 2 i Legacy of Kain: Defiance. Va posar la veu a Angler al videojoc Pirates of the Caribbean: At World's End. Va interpretar la veu del General Zod a l'episodi de la sèrie animada Ruby-Spears Superman titulat "The Hunter".
Auberjonois va proporcionar veus secundàries per a Justice League, reprenent el seu paper de DeSaad i posant veu a Kanjar Ro i Galius Zed.
El 2003, va proporcionar la veu de Natori a la versió doblada a l'anglès de la semi-seqüela de la pel·lícula Whisper of the Heart, The Cat Returns. Va reprendre una versió animada del seu personatge Odo de Star Trek: Deep Space Nine en una broma amb tall a Family Guy Stewie Griffin: The Untold Story. El tall mostrava un Odo amb cara més humanoide amenaçant el presumpte cosí de Stewie Griffin Quark. Auberjonois també va prestar la seva veu a Skylanders: SuperChargers.
El 2011, va posar la veu al dolent Mark Desmond a Young Justice de Cartoon Network. També va ser la veu de Leonard McLeish i Junkyard Jim a la sèrie Pound Puppies, Pepé Le Pew el 2011 a The Looney Tunes Show, Azmuth a Ben 10: Omniverse i Ebony Maw a Avengers Assemble.

## Vida personal
Auberjonois va estar casat amb la seva dona Judith Helen Mihalyi des del 1963 fins a la seva mort el 2019. Van tenir dos fills, una filla, Tessa, i un fill, Rèmy-Luc, ambdós també es van convertir en actors.
En una entrevista amb la revista Compassion & Choices Magazine, Judith Auberjonois va revelar que René Auberjonois es va sotmetre a quimioteràpia per càncer de pulmó el 2018. El 2019 es va descobrir que el càncer s'havia estès al cervell. A causa dels potencials efectes secundaris cognitius greus, Auberjonois va optar per no seguir el tractament de radiació cerebral completa suggerit pels seus metges.

## Mort
Com a resident de Califòrnia, Auberjonois va decidir buscar ajuda mèdica per morir en virtut de la Llei d'opcions de final de vida de Califòrnia. El 6 de desembre de 2019, va passar les seves últimes hores amb la seva família a casa seva a Los Angeles recordant fotos i escoltant música. Després va prendre la medicació receptada per al suïcidi assistit i va morir dos dies després, als 79 anys. La Llei d'Opcions de Fi de Vida de Califòrnia estipula que els certificats de defunció han d'indicar la malaltia terminal subjacent com a causa de la mort, en lloc de l'ús de medicaments que posen fi a la vida. La causa de la seva mort es va donar com a càncer de pulmó metastàtic.

## Filmografia

### Imatge real
| Any  | Títol                                                           | paper                                | Notes                               |
| ---- | --------------------------------------------------------------- | ------------------------------------ | ----------------------------------- |
| 1964 | Lilith                                                          | Howie                                | Sense acreditar                     |
| 1968 | Petulia                                                         | Fred Six                             | Sense acreditar                     |
| 1970 | M*A*S*H                                                         | Pare John Patrick "Dago Red" Mulcahy |                                     |
| 1970 | Brewster McCloud                                                | The Lecturer                         |                                     |
| 1971 | McCabe i la senyora Miller                                      | Pat Sheehan                          |                                     |
| 1972 | Images                                                          | Hugh                                 |                                     |
| 1972 | Pete 'n' Tillie                                                 | Jimmy Twitchell                      |                                     |
| 1975 | The Hindenburg                                                  | Major Napier                         |                                     |
| 1976 | The Big Bus                                                     | Father Kudos                         |                                     |
| 1976 | King Kong                                                       | Roy Bagley                           |                                     |
| 1978 | Els ulls de Laura Mars                                          | Donald Phelps                        |                                     |
| 1980 | Where the Buffalo Roam                                          | Harris                               |                                     |
| 1986 | 3:15 The Moment of Truth                                        | Principal Horner                     |                                     |
| 1986 | The Christmas Star                                              | Mr Sumner                            |                                     |
| 1987 | My Best Friend Is a Vampire                                     | Modoc                                |                                     |
| 1987 | Walker                                                          | Major Siegfried Henningson           |                                     |
| 1988 | Police Academy 5: Assignment Miami Beach                        | Tony                                 |                                     |
| 1989 | The Feud                                                        | Reverton                             |                                     |
| 1991 | The Lost Language of Cranes                                     | Geoffrey Lane                        |                                     |
| 1991 | Star Trek VI: The Undiscovered Country                          | Coronel West                         | Sense acreditar                     |
| 1992 | El joc de Hollywood                                             | René Auberjonois                     |                                     |
| 1993 | The Ballad of Little Jo                                         | Straight Hollander                   |                                     |
| 1995 | Batman Forever                                                  | Dr. Burton                           |                                     |
| 1997 | Snide and Prejudice                                             | Dr. Sam Cohen                        |                                     |
| 1997 | Los Locos: Posse Rides Again                                    | Presidente                           |                                     |
| 1999 | Inspector Gadget                                                | Dr. Artemus Bradford                 |                                     |
| 2000 | El patriota                                                     | Reverend Oliver                      |                                     |
| 2000 | We All Fall Down                                                | Tim                                  |                                     |
| 2001 | Burning Down the House                                          | Pierre                               |                                     |
| 2001 | The Princess Diaries                                            | Veu de Philippe Renaldi              | Sense acreditar                     |
| 2004 | Eulogy                                                          | Parson Banke                         |                                     |
| 2015 | This Is Happening                                               | Cal Plotz                            |                                     |
| 2016 | Certain Women                                                   | Albert                               |                                     |
| 2016 | Blood Stripe                                                    | Art                                  |                                     |
| 2018 | What We Left Behind: Looking Back at Star Trek: Deep Space Nine | Himself - Odo                        |                                     |
| 2019 | The Circuit                                                     |                                      |                                     |
| 2019 | Windows on the World                                            | Maury                                |                                     |
| 2019 | Raising Buchanan                                                | President James Buchanan             |                                     |
| 2019 | First Cow                                                       | Man with Raven                       |                                     |
| TBA  | Cortex                                                          | Parks                                | Posthumous release, final film role |

| Any       | Títol                                       | Paper                                          | Notes                                                                         |
| --------- | ------------------------------------------- | ---------------------------------------------- | ----------------------------------------------------------------------------- |
| 1966      | NET Playhouse                               | Ofoeti                                         | Episodi: "Ofoeti"                                                             |
| 1971      | The Mod Squad                               | Nelson/Endicott Faraday                        | Episodi: "We Spy"                                                             |
| 1971      | McMillan & Wife                             | Andre Stryker                                  | Episodi: "Once Upon a Dead Man"                                               |
| 1971      | The Birdmen (a.k.a. Escape of the Birdmen)  | Halden Brevik, Olav Volda                      | Television film                                                               |
| 1971      | Night Gallery                               | William Sharsted                               | Episodi: "Camera Obscura"                                                     |
| 1972      | NET Playhouse                               | George Washington                              | Episodi: "Portrait of the Hero as a Young Man"                                |
| 1973      | Love, American Style                        | George                                         | Episodi: "Love and the Spaced-Out Chick"                                      |
| 1973      | Conflict                                    | Monceau                                        | Episodi: "Incident at Vichy"                                                  |
| 1974      | Theatre in America                          | Edgar                                          | Episodi: "King Lear"                                                          |
| 1974      | Ben Franklin in Paris                       | Rei Lluís XVI de França                        | Episodi: "The Ambassador"                                                     |
| 1975      | Harry O                                     | Rabbit                                         | Episodi: "Anatomy of a Frame"                                                 |
| 1975      | The Rookies                                 | Ron Kelly                                      | Episodi: "The Voice of Thunder"                                               |
| 1975      | The Jeffersons                              | Inspector Keller                               | Episodi: "Harry and Daphne"                                                   |
| 1975      | The Bob Newhart Show                        | Dr. Alan Durocher                              | Episodi: "Shrinks Across the Sea"                                             |
| 1975      | Saturday Night Live                         | Mr. Roberts                                    | Season 1 Episodi 4 (Albert Brooks Film)                                       |
| 1976      | Baa Baa Black Sheep                         | Matthew Hooper                                 | Episodi: "Small War"                                                          |
| 1976-1977 | Rhoda                                       | Dr. John Fox                                   | 2 episodis                                                                    |
| 1977      | La dona biònica                             | Pierre Lambert                                 | Episodi: "The DeJon Caper"                                                    |
| 1977      | Man From Atlantis                           | Havergal                                       | Episodi: "Crystal Water, Sudden Death"                                        |
| 1979      | The Rockford Files                          | Masters                                        | Episodi: "With the French Heel Back, Can the Nehru Jacket Be Far Behind?"     |
| 1979      | Family                                      | Alvin                                          | Episodi: "Ballerina"                                                          |
| 1979      | Wonder Woman                                | James Kimball                                  | Episodi: "Spaced Out"                                                         |
| 1979      | CBS Library                                 | Ichabod Crane                                  | Episodi: "Once Upon A Midnight Scary" (segment "The Legend of Sleepy Hollow") |
| 1979      | Els àngels de Charlie                       | Freddie Fortune                                | Episodi: "Angels on Skates"                                                   |
| 1979      | Mrs. Columbo                                | Monsieur Gerard                                | Episodi: "Word Games"                                                         |
| 1979      | Hart to Hart                                | Donald Springfield                             | Episodi: "Max in Love"                                                        |
| 1979–1980 | The Wild Wild West Revisited                | Captain Sir David Edney                        | Telefilm                                                                      |
| 1980      | Tenspeed and Brown Shoe                     | Marty Boxx                                     | Episodi: "Untitled"                                                           |
| 1980–1986 | Benson                                      | Clayton Endicott III                           | 135 episodis                                                                  |
| 1986      | Blacke's Magic                              | Arthur Pym                                     | Episodi: "Wax Poetic"                                                         |
| 1987–1988 | S'ha escrit un crim                         | Professor Harry Papasian/ Captain Walker Thorn | 2 episodis                                                                    |
| 1988      | L.A. Law                                    | Kevin Richardson                               | Episodi: "The Son Also Rises"                                                 |
| 1989      | A Connecticut Yankee in King Arthur's Court | Merlin                                         | Telefilm                                                                      |
| 1992      | Eerie, Indiana                              | The Donald                                     | Episodi: "Zombies in P.J.s."                                                  |
| 1993–1999 | Star Trek: Deep Space Nine                  | Odo                                            | 173 episodis                                                                  |
| 1998      | The Outer Limits                            | Dlavan                                         | Episodi: "Promised Land"                                                      |
| 1998      | The Sally Hemmings Movie                    |                                                |                                                                               |
| 1999      | Chicago Hope                                | Dr. Walter Perry                               | Episodi: "Oh What a Piece of Work Is Man"                                     |
| 2000      | Stargate SG-1                               | Alar                                           | Episodi: "The Other Side"                                                     |
| 2000      | The Practice                                | Judge F. Mantz                                 | 2 episodis                                                                    |
| 2001      | Frasier                                     | Professor William Tewksbury                    | 2 episodis                                                                    |
| 2001      | Nash Bridges                                | Hagen Bridges                                  | Episodi: "The Partner"                                                        |
| 2002      | Star Trek: Enterprise                       | Ezral                                          | Episodi: "Oasis"                                                              |
| 2004–2008 | Boston Legal                                | Paul Lewiston                                  | 71 episodis                                                                   |
| 2010      | It's Always Sunny in Philadelphia           | Dr. Larry Meyers                               | Episodi: "The Gang Gets A New Member"                                         |
| 2010–2014 | Warehouse 13                                | Hugo Miller                                    | 4 episodis                                                                    |
| 2011      | Criminal Minds                              | Colonel Ron Massey                             | Episodi: "Self-Fulfilling Prophecy"                                           |
| 2012      | Grey's Anatomy                              | Neil Sheridan                                  | Episodi: "Support System"                                                     |
| 2012      | NCIS                                        | Dr. Felix Blackwell                            | Episodi "Phoenix"                                                             |
| 2013      | 1600 Penn                                   | Winslow Hannum                                 | 2 episodis                                                                    |
| 2013      | The Good Wife                               | Coroner Claypool                               | Episodi: "Invitation to an Inquest"                                           |
| 2015      | The Librarians                              | Town librarian                                 | Episodi: "And the Fables of Doom" (temporada 1)                               |
| 2016      | Madam Secretary                             | Walter Nowack                                  | 4 episodis                                                                    |

### Animació
| Any  | Títol                                              | Paper            | Notes           |
| ---- | -------------------------------------------------- | ---------------- | --------------- |
| 1982 | The Last Unicorn                                   | The Skull        |                 |
| 1989 | La sireneta                                        | Louis            | [ 21 ]          |
| 1992 | Little Nemo: Adventures in Slumberland             | Professor Genius | [ 21 ]          |
| 1997 | Cats Don't Dance                                   | Flanigan         | [ 21 ]          |
| 2000 | The Little Mermaid II: Return to the Sea           | Chef Louis       | Direct-to-video |
| 2000 | An American Tail: The Treasure of Manhattan Island | Dithering        | Direct-to-video |
| 2000 | Joseph: King of Dreams                             | Butler           | Direct-to-video |
| 2002 | La Haru al regne dels gats                         | Natori           | [ 21 ]          |
| 2002 | Tarzan & Jane                                      | Renard Dumont    | Direct-to-video |
| 2005 | Geppetto's Secret                                  | Mr. Sneap        |                 |
| 2005 | Stewie Griffin: The Untold Story                   | Odo              | Direct-to-video |
| 2007 | Chill Out, Scooby-Doo!                             | Alphonse LaFleur | Direct-to-video |
| 2014 | Avions 2: Equip de rescat                          | Concierge        | [ 21 ]          |

| Any       | Títol                                             | Paper                                              | Notes                                          |
| --------- | ------------------------------------------------- | -------------------------------------------------- | ---------------------------------------------- |
| 1980–1981 | The Flintstone Comedy Show                        | Diversos papers                                    |                                                |
| 1984      | Super Friends: The Legendary Super Powers Show    | DeSaad                                             | Episodi: "Darkseid's Golden Trap"              |
| 1984      | Knight Power                                      | The Cowboy Android Sheriff                         | Episode: "Cowboy Android"                      |
| 1984      | Challenge of the GoBots                           | Dr. Zebediah Braxis                                | 3 episodis                                     |
| 1985      | The Super Powers Team: Galactic Guardians         | DeSaad                                             | 6 episodis                                     |
| 1986      | Wildfire                                          | Alvinar                                            | 6 episodis                                     |
| 1987      | The New Adventures of Jonny Quest                 | Diversos papers                                    | 13 episodis                                    |
| 1987      | Snorks                                            | Dr. Strangesnork, veus addicionals                 | 42 episodis                                    |
| 1987      | Pound Puppies                                     | Poodle/Pierre                                      | 2 episodis                                     |
| 1988      | DuckTales                                         | Dr. Nogood                                         | Episodi: "Double-O Duck"                       |
| 1988      | The Completely Mental Misadventures of Ed Grimley | Diversos papers                                    | 13 episodis                                    |
| 1988      | Superman                                          | General Zod                                        | Episodi: "The Hunter"                          |
| 1989      | The Smurfs                                        | Diversos papers                                    |                                                |
| 1991–1993 | The Pirates of Dark Water                         | Kangent                                            | 16 episodis                                    |
| 1991–1992 | Tom & Jerry Kids                                  | Hungry Pierre                                      | 2 episodis                                     |
| 1992      | Batman: The Animated Series                       | Dr. March                                          | 2 episodis                                     |
| 1992      | Les tortugues ninja                               | Professor Chumley                                  | Episodi: "Super Irma"                          |
| 1992      | Raw Toonage                                       | Xef Louis                                          | Episodi: "Draining Cats and Dogs/Mars vs. Man" |
| 1993      | Marsupilami                                       | Chef Louis                                         | 3 episodis                                     |
| 1993      | Bonkers                                           | Winston Prickley                                   | Episodi: "Love Stuck"                          |
| 1994      | Rugrats                                           | Jonathan Kraskell                                  | Episodi: "Mommy's Little Assets"               |
| 1994      | The Little Mermaid                                | XZef Louis                                         | Episodi: "Ariel's Treasures"                   |
| 1994      | Aladdin                                           | Nefir Hasenuf                                      | 3 episodis                                     |
| 1995–1996 | The Savage Dragon                                 | Horde                                              | 3 episodis                                     |
| 1996      | The Great War and the Shaping of the 20th Century | Jean Jaurès, Mustafa Kemal Atatürk                 | 3 episodis                                     |
| 1996      | Richie Rich                                       | Richard Rich, Chef Pierre, Professor Keenbean      | 13 episodis                                    |
| 1997      | Captain Simian & the Space Monkeys                | Gardener, Alien Gladioluses                        | Episodi: "Escape from the Plant of the Apes"   |
| 1997      | Extreme Ghostbusters                              | College professor                                  | Episodi: "Fallout"                             |
| 1999      | Men in Black: The Series                          | Quin'toon                                          | Episodi: "The Lost Continent Syndrome"         |
| 1999      | Xyber 9: New Dawn                                 | Xyber 9                                            | 22 episodis                                    |
| 2000      | The Wild Thornberrys                              | Merrick Dash                                       | Episodi: "Happy Old Year"                      |
| 2001–2002 | The Legend of Tarzan                              | Renard Dumont                                      | 12 episodis                                    |
| 2001–2002 | Max Steel                                         | Dr. David Klimo, Bio-Constrictor, Train Conductor  | 3 episodis                                     |
| 2001      | House of Mouse                                    | Xef Louis                                          | Episodi: "Goofy's Menu Magic"                  |
| 2001–2004 | Justice League                                    | Kanjar-Ro, Galius Zed, DeSaad                      | 3 episodis                                     |
| 2003      | The Mummy                                         | Scarab                                             | 2 episodis                                     |
| 2003      | Xiaolin Showdown                                  | Master Fung, Narrator                              | Season 1                                       |
| 2005      | Avatar: l'últim mestre de l'aire                  | Gan Jin Leader, Mechanist, veus addicionals        | 4 episodis                                     |
| 2005      | Duck Dodgers                                      | McChirpy                                           | Episodi: "Bonafide Heroes"                     |
| 2009      | Random! Cartoons                                  | Hornswiggle                                        | Episodi: "Hornswiggle"                         |
| 2010      | The Cartoonstitute                                | Le Door                                            | Episodi: "Le Door"                             |
| 2010      | Archer                                            | Manfred, Cardinal Giancarlo Corelli                | 3 episodis                                     |
| 2010      | Young Justice                                     | Mark Desmond                                       | 2 episodis                                     |
| 2011–2012 | The Looney Tunes Show                             | Pepé Le Pew                                        | 3 episodis                                     |
| 2012–2014 | Ben 10: Omniverse                                 | Azmuth, Galvan Security Officer, additional voices | 6 episodis                                     |
| 2010–2013 | Pound Puppies                                     | McLeish                                            | 49 episodis                                    |
| 2014      | Wander Over Yonder                                | Maurice                                            | Episodi: "The Lonely Planet"                   |
| 2015      | Buddy: Tech Detective                             | Gramps                                             | Television film                                |
| 2015      | Avengers Assemble                                 | Ebony Maw, World Leader #1                         | 2 episodis                                     |
| 2019      | The Tom and Jerry Show                            | Butler                                             | Episodi: "Battle of the Butlers"               |
| 2022      | Star Trek: Prodigy                                | Odo                                                | Episodi: "Kobayashi" Imatges d'arxiu           |

### Videojocs
| Any  | Títol                                                      | Paper de veu         | Notes                     |
| ---- | ---------------------------------------------------------- | -------------------- | ------------------------- |
| 1996 | Star Trek: Deep Space Nine: Harbinger                      | Odo                  | [ 21 ]                    |
| 1999 | Gabriel Knight 3: Blood of the Sacred, Blood of the Damned | Taxi Driver, Bigout  | [ 21 ]                    |
| 1999 | Star Trek: Deep Space Nine: The Fallen                     | Odo                  |                           |
| 2000 | Legacy of Kain: Soul Reaver 2                              | Janos Audron         | [ 21 ]                    |
| 2000 | Legacy of Kain: Blood Omen 2                               | Janos Audron, Beast  | [ 21 ]                    |
| 2002 | Command & Conquer: Renegade                                | Dr. Ignatio Mobius   | [ 21 ]                    |
| 2002 | New Legends                                                | Topo, Kang           |                           |
| 2003 | Legacy of Kain: Defiance                                   | Janos Audron         | [ 21 ]                    |
| 2009 | Uncharted 2: Among Thieves                                 | Karl Schäfer         | [ 21 ]                    |
| 2010 | Fallout: New Vegas                                         | Mr. House            | [ 21 ]                    |
| 2011 | Uncharted 3: Drake's Deception                             | Karl Schäfer         | [ 21 ]                    |
| 2013 | Ben 10: Omniverse 2                                        | Azmuth               | [ 21 ]                    |
| 2015 | Skylanders: SuperChargers                                  | Pomfrey Lefuzzbutton |                           |
| 2018 | Star Trek Online                                           | Odo                  | Victory is Life expansion |

## Paper de director aDeep Space Nine
| Any  | Temporada   | Episodi                        |
| ---- | ----------- | ------------------------------ |
| 1995 | Temporada 3 | "Prophet Motive"               |
| 1995 | Temporada 3 | "Family Business"              |
| 1995 | Temporada 4 | "Hippocratic Oath"             |
| 1995 | Temporada 4 | "The Quickening"               |
| 1995 | Temporada 5 | "Let He Who Is Without Sin..." |
| 1996 | Temporada 5 | "Ferengi Love Songs"           |
| 1997 | Temporada 6 | "Waltz"                        |
| 1998 | Temporada 7 | "Strange Bedfellows"           |